# Беляев, Сергей Васильевич (генерал)
Сергей Васильевич Беляев (20 сентября (2 октября) 1856 — ?) — генерал-майор Русской императорской армии, командир бригады 83-й пехотной дивизии.

## Биография
Из дворян Московской губернии. Проживал в доме Фроловых у церкви Николы в Столпах и в приобретённой семьёй бывшей усадьбе Головиных в Потаповском переулке. Закончил Лазаревский институт восточных языков в Москве и затем поступил во 2-е военное Константиновское училище в Санкт-Петербурге, где выдержал офицерский экзамен.

### Служба
Поступил на военную службу в 1879 году. С 1882 года — прапорщик и подпоручик в Московском лейб-гвардии полку. К 1886 году дослужился до поручика, а в 1893 году произведён в штабс-капитаны за отличие по службе и с этого года командовал 11-й ротой в Московском лейб-гвардии полку. В 1897 году получил следующее повышение — в капитаны Московского полка. В 1901 году Беляев был награждён орденом Святого Станислава 2-й степени, в 1904 — орденом Святой Анны 2-й степени. В 1903 году (в возрасте 47 лет) получил чин полковника. В 1909 году получил Орден Святого Владимира 4-й степени. Генерал-майор с 24.05.1915 со старшинством с 09.11.1914.

### Первая мировая война
Беляев воевал в Первой мировой войне, будучи командующим офицером 71-го Белёвского полка в чине полковника. Был ранен на фронте и с 18 по 30 августа 1914 года находился в Киевском военном госпитале. Вместе с подполковником И. Д. Даценко командовал 71-м пехотным Белевским полком во время победоносной атаки на австрийцев у реки Опатовки в октябре 1914 года, в результате которой было взято свыше 900 пленных.

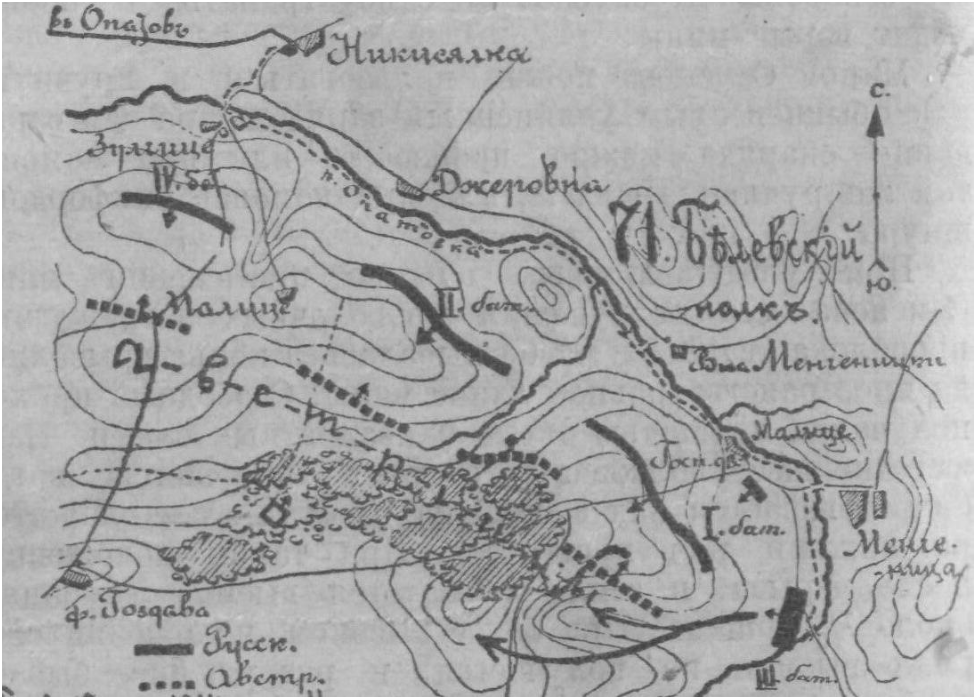
Боевая операция 71-го Белёвского полка при реке Опатовке, Галиция (Юго-Восток Польши)

В ноябре 1914 года был назначен командующим бригадой 83-й пехотной дивизии, воевавшей на востоке Польши. Высочайшим приказом от 24 мая 1915 года произведён в генерал-майоры со старшинством с 9 ноября 1914 года.
Находясь на фронте, получил ещё несколько воинских знаков отличия: в марте 1915 года — мечи и бант к ордену Св. Владимира 4-й степени (за боевые заслуги); в апреле того же года — орден Св. Владимира 3-й ст. с мечами. Последняя военная награда, о которой известно — орден Святого Станислава 1-й степени с мечами, пожалована высочайшим приказом от 16 июня 1916 года.
По состоянию на 10 июля 1916 года служил в том же чине и должности, когда 83-я пехотная дивизия участвовала в кровопролитной наступательной операции русских войск в районе Барановичей. Вёл полевую книжку штаба 83 пехотной дивизии до 22 июля 1917 года во время нахождения дивизии в селе Квасовица. Место и дата его смерти неизвестны.

## Адрес в Санкт-Петербурге
- Большой Сампсониевский проспект, дом 65[13].

## Награды
- Орден Святого Станислава 2-й степени (1901).
- Орден Святой Анны 2-й степени (1904).
- Орден Святого Владимира 4-й степени (1909), мечи и бант к этому ордену (1915).
- Орден Святого Владимира 3-й степени с мечами (1915).
- Орден Святого Станислава 1-й степени с мечами (16.06.1916)[3].

## Семья
Отец Сергея Васильевича — Беляев Василий Алексеевич (1823—1881) преподавал в Лазаревском институте восточных языков. Мать — Беляева Ольга Михайловна (1833—1912), из рода московских купцов-ювелиров Фроловых. Жена — Беляева (Гольш) Евгения Платоновна. Брат — Беляев Николай Васильевич (1859—1920), предприниматель, один из учредителей Общества Верхне-Волжской железной дороги. Сестра — Беляева Мария Васильевна (1869—?), жена генерального консула Российской империи в Дамаске.